# 厦门空港
元翔（厦门）国际航空港股份有限公司（简称：厦门空港，英文：Xiamen International Airport Co., Ltd）成立于1996年5月，原名为厦门国际航空港股份有限公司、厦门机场发展股份有限公司（简称厦门机场），是由厦门国际航空港集团有限公司独家发起募集设立的股份有限公司，是中国民航系统第一家机场类上市公司。

## 历史
集团成立于1995年1月，是一个以机场业为基础、酒店与物流等相关产业为延伸的企业集团。集团现辖厦门高崎、福州长乐、武夷山、龙岩冠豸山四个机场，拥有全资或控股下属公司40家，其中1家上市公司，5家中外合资公司，另参股7家公司。2012年1月1日，“厦门国际航空港集团有限公司”正式更名为“厦门翔业集团有限公司”。 